# MIKI (アルバム)
『MIKI』（ミキ）は、中谷美紀3枚目のベスト・アルバム。2001年11月21日にwea japanから発売。

## 概要
2枚目（レコード会社企画ベスト『PURE BEST』を含めると3枚目）のベスト・アルバム。前ベストである『ABSOLUTE VALUE』以降、オリジナル・アルバム（3枚目『私生活』）を1枚しか発売していないため、ヴァージョン違いはあるが、『私生活』と6曲の重複がある。2024年時点で中谷の最後のアルバムになっている。

## 収録曲
特記以外　作詞：中谷美紀　作曲・編曲：坂本龍一
1. クロニック・ラヴ
  - 6thシングル。
  - TBS系金曜ドラマ『ケイゾク』主題歌
2. フロンティア
  - 7thシングル。
  - 日本テレビ系ドラマ『女医』主題歌
3. フェティシュ（Fetish）
  - 作詞：売野雅勇
  - 6thシングル「クロニック・ラヴ」カップリング。
  - 未表記だがシングルとは違いフェイドアウトしない別ミックス・ヴァージョンで収録。
4. こわれたこころ（Band Mix）
  - 8thシングル。
  - シングルの2曲目に収録されていた「こわれたこころ〜じかん」と同一ヴァージョン。
5. エアーポケット
  - 9thシングル。
  - テレビ朝日系木曜ドラマ『R-17』主題歌
6. CHELSEA GIRLS
  - 作詞：Lou Reed　作曲：Sterling Morrison
  - 9thシングル「エアーポケット」カップリング。ニコが1967年に発売した曲のカバー。
7. all this time
  - 作詞：jcfs
  - 7thシングル「フロンティア」カップリング。
  - 「フロンティア」の英語ヴァージョン。
  - シングルに比べ間奏の編集が施され、尺が短くなっている。
8. 夏に恋する女たち（Drum Mix）
  - 作詞・作曲：大貫妙子　編曲：前田和彦・星野英和・坂本龍一
  - 3rdアルバム『私生活』収録曲。
  - オリジナルをリズムトラックだけにした別ミックス。
9. 雨だれ
  - 6thシングル「クロニック・ラヴ」カップリング。
  - 未表記だが3rdアルバム『私生活』に収録されたものと同一ヴァージョン。
  - 坂本の楽曲「Opus」（『BTTB』収録）に、中谷が歌詞をつけて坂本が編曲した。
10. クロニック・ラヴ (Instrumental)
11. エアーポケット (Instrumental)
12. 雨だれ (Instrumental)
  - シングル・アルバム『私生活』ヴァージョンとも違う別ミックスのInstrumental。